# تاش علیا
تاش‌علیا یکی از روستاهای شهرستان شاهرود در استان سمنان ایران است.
این روستا در بخش بسطام جای دارد. جمعیت روستای تاش‌علیا بر پایه نتایج سرشماری سال ۱۳۸۵ برابر با ۱۳۸ نفر (۴۰ خانوار) بوده است.